# Ê̄
Cette page contient des caractères spéciaux ou non latins. S’ils s’affichent mal (▯, ?, etc.), consultez la page d’aide Unicode.
E accent circonflexe macron (majuscule: Ê̄, minuscule: ê̄) est un graphème parfois utilisé dans l’écriture du chinois en hanyu pinyin. Il s'agit de la lettre E diacritée d'un accent circonflexe et d’un macron.

## Utilisation
En hanyu pinyin, le E accent circonflexe ‹ ê › représente la voyelle mi-ouverte antérieure non arrondie [ɛ] et le macron représente le premier ton (ton plat ou ton haut).

## Représentations informatiques
Le E accent circonflexe macron peut être représenté avec les caractères Unicode suivants :
- composé et normalisé (supplément Latin-1, diacritiques)[1],[2] :

| formes    | représentations | chaînes de caractères | points de code | descriptions                                                    |
| --------- | --------------- | --------------------- | -------------- | --------------------------------------------------------------- |
| majuscule | Ê̄               | Ê◌̄                    | U+00CA U+0304  | lettre majuscule latine e accent circonflexe diacritique macron |
| minuscule | ê̄               | ê◌̄                    | U+00EA U+0304  | lettre minuscule latine e accent circonflexe diacritique macron |

- décomposé (latin de base, diacritiques) :

| formes    | représentations | chaînes de caractères | points de code       | descriptions                                                                |
| --------- | --------------- | --------------------- | -------------------- | --------------------------------------------------------------------------- |
| majuscule | Ê̄               | E◌̂◌̄                   | U+0045 U+0302 U+0304 | lettre majuscule latine e diacritique accent circonflexe diacritique macron |
| minuscule | ê̄               | e◌̂◌̄                   | U+0065 U+0302 U+0304 | lettre minuscule latine e diacritique accent circonflexe diacritique macron |

Il peut aussi être représenté avec des anciens codages :
- HKSCS :
  - majuscule Ê̄ : 8862
  - minuscule ê̄ : 88A3